# Aeroportul Mefford Field
Aeroportul Mefford Field (IATA: TLR, ICAO: KTLR, FAA LID: TLR) este un aeroport din California, Statele Unite ale Americii ce deservește zona Tulare⁠(d). Aeroportul a fost tranzitat în 2019 de 2 pasageri.
Situat la o altitudine de 81 m, aeroportul dispune de 1 pistă.

## Infrastructură

### Piste
Aeroportul dispune de o singură pistă. Pista 13/31 are suprafața de asfalt și dimensiunile 3.901 picioare × 75 picioare. 